# Station Warszawa Ochota WKD
Station Warszawa Ochota WKD is een spoorwegstation in het stadsdeel Ochota in de Poolse hoofdstad Warschau.